# 10 de los grandes
10 de los Grandes es el séptimo álbum de estudio del cantautor mexicano Juan Gabriel, lanzado al mercado por RCA Records el 3 de noviembre de 1975. La grabación presenta otra propuesta, en un estilo distinto del que había presentado en sus trabajos anteriores: canciones con música del norte de México.
Influenciado por el norteño, la balada del sur de los Estados Unidos, la música chicana y el country, los temas funden estos géneros a lo largo del disco, con letras sobre el amor, arreglado por Lázaro Muñiz.
Juan Gabriel se volvió un buen representante de México ante los argentinos Leo Dan, Leonardo Favio, Palito Ortega y Diego Verdaguer, y los españoles Camilo Sesto, Raphael y Julio Iglesias.

## Lista de canciones
Todos los temas compuestos por Alberto Aguilera Valadez.

| N.º | Título                     | Duración |  |
| 1.  | «Tu abandono»              | 1:50     |  |
| 2.  | «Cada quien su camino»     | 2:30     |  |
| 3.  | «Ya te perdí»              | 2:14     |  |
| 4.  | «No te vaya a suceder»     | 2:31     |  |
| 5.  | «Mía un año»               | 2:34     |  |
| 6.  | «Tenías que ser tan cruel» | 3:45     |  |
| 7.  | «Solo tú y yo»             | 3:33     |  |
| 8.  | «Yo te perdono»            | 2:58     |  |
| 9.  | «¿Qué te vas?»             | 3:34     |  |
| 10. | «Hasta mañana»             | 2:52     |  |

- Datos: Q5649696